# RTL 102.5
RTL 102.5  ist ein italienischer privater Hörfunksender und Fernsehsender mit Sitz in Mailand. Der Sender wird landesweit über UKW ausgestrahlt. Zudem ist er über Satellit (Eutelsat Hotbird) via DVB-S europaweit unverschlüsselt zu empfangen.

## Geschichte
RTL 102.5 startete 1975 als Lokalsender in Bergamo unter dem Namen Radio Trasmissioni Lombarde (RTL). Ab 1988 wurde die Reichweite des Programms auf Norditalien ausgedehnt, 1990 erhielt es schließlich eine der 14 landesweiten Hörfunklizenzen.
In der Altersgruppe von 18 bis 40 Jahren erreichte der Radiosender 2007 eine wöchentliche Einschaltquote von 16,433 Mio. Zuhörern und war somit der beliebteste Radiosender Italiens.
Zu der Sendergruppe gehören auch RTL 102.5 Openspace und der Fernsehsender RTL 102.5 TV, der im September 2007 die Formel radiovisione startete, die es ermöglicht, die Moderation und das Video zum aktuell gespielten Lied im Fernsehen zu sehen.
Im Jahr 2010 war der Sender die erste private landesweit ausgestrahlte Radiostation, die die Rechte zur Ausstrahlung der Fußballspiele der Fußball-WM 2010 in Südafrika erwarb.
Das Netzwerk hatte bereits für die Spiele der Fußball-EM 2008 in Österreich und der Schweiz die Ausstrahlungsrechte erworben. Später verfügte es über die Ausstrahlungsrechte für die Spiele der Fußball-EM 2012 in Polen und der Ukraine. Die Spiele Italiens wurden dabei von Paolo Pacchioni und alle weiteren von Gialappa Band kommentiert. 
Im Jahr 2011 war RTL 102.5 der zweitmeistgehörte. In den Jahren 2012, 2023 und 2024 war er der meistgehörte Radiosender in Italien.

### Programm
Das Programm orientiert sich musikalisch an einem „Hit-Radio“-Format. Es werden hauptsächlich aktuelle Hits aus der Welt und Italien gesendet.

## Sonstiges
- Der Radiosender gehört nicht, wie man durch den Namen annehmen könnte, zur RTL Group. Die Abkürzung RTL bezieht sich auf Radio Trasmissioni Lombarde.
- Dank einer Sendeanlage an der Grenze zu Österreich ist der Sender auch in weiten Teilen von Kärnten und der Steiermark zu empfangen[3]